# Картер-Доум
Картер-Доум (англ. Carter Dome) — гора в округе Коос (Нью-Гэмпшир).
Гора является частью Белых гор, высота её — 1473 м над уровнем моря. Рядом, к юго-западу находится гора Хайт (1425 м), а к северо-востоку — гора Уайлдкэт (1345 м).
Картер-Доум — 16-я по высоте вершина штата, входит в число Новоанглийских четырёхтысячников.
Настоящее индейское название неизвестно. Название гора получила в честь местного охотника Картера, а соседняя — в честь его товарища — Хайта.